# アレック・ワイルダー
アレック・ワイルダー（Alec Wilder,本名 Alexander Lafayette Chew Wilder, 1907年2月16日 – 1980年12月24日）は、アメリカ合衆国の作曲家。クラシック音楽の作曲を行う一方、ポピュラー音楽の分野でも多くの歌曲を残した。
ニューヨーク州ロチェスターの富裕な名士の家に生まれるが、ティーンエイジャーの頃に家族と絶縁した。作曲はほぼ独学で、1920年代の一時期、地元のイーストマン音楽学校に通ったが中退した。なお後の1973年にイーストマン音楽学校から名誉学士号を得ている。生涯独身で、孤独を好み、長くニューヨークでのホテル住まいを送った。
11のオペラをはじめとしてクラシック音楽の作曲を行い、自ら八重奏団を結成した。作風はジャズの影響を強く受けている。
一方で1930年代後期からポピュラー音楽分野で頭角を現し、フランク・シナトラ、ペギー・リー、トニー・ベネットら当代のポピュラー歌手たちと親交を結び、ポピュラー音楽の作曲家・編曲家として活躍した。特にシナトラとの親交は深く、1940年代、ワイルダーが自身のクラシック作品をレコード録音させてもらえず悩んでいた際、シナトラは人気スターとしての知名度で「自分が（名目上）ワイルダー作品の指揮をする」という企画を持ち上げて録音を実現させ、ワイルダーを助けたこともある。
ポピュラー歌曲では、ワイルダー以外と手を組んだことのない作詞家ウィリアム・エングヴィック(William Engvick)との作品が多いが、自ら作詞も手がけた。1940年代に手がけた曲は「I'll Be Around」「While We're Young」などジャズの分野でスタンダードとなった作品が少なくない。晩年にはサド・ジョーンズのインストゥルメンタル曲「ア・チャイルド・イズ・ボーン」の作詞も行っている。
また批評家としての著述も手がけており、1972年に発表した「American Popular Song: The Great Innovators, 1900–1950」は、20世紀前半におけるアメリカのポピュラー音楽作家の作品とその曲・詞について詳細に分析・批評した大著である。本書の著述に際しては、アメリカのポピュラー作曲界における巨匠アーヴィング・バーリンの作品に対しても容赦ない批評を下し、バーリン本人を激怒させた逸話も残している（このためバーリン作品の楽譜は収録できなかったという）。アヴァンギャルド（avant-garde　前衛）の逆で「デリエール・ギャルド」（derriere-garde　「後衛」の意か）と自ら評する保守的ポリシーの持ち主でもあった。

## 作品

### オペラ
- 低地の海（1952）
- 日曜日の行楽（1953）
- 長い道のり（1955）
- 風車についての真実（1973）
- タトゥー伯爵夫人（1974）
- オープニング（1975）

### ミュージカル
- ピノキオ（1957）
- ヘンゼルとグレーテル（1958）

### 映画音楽
- ソドムのロト（1933）
- メイク・マイン・ミュージック（1946）
- アルベルト・シュヴァイツァー（1957）

### 声楽曲
- 子供たちの平和への祈り - 児童合唱とナレーションと吹奏楽のための（1968）

### 管弦楽曲
- テナーサックスと弦楽のための組曲第1番（1928）
- 交響的小品（1929）
- コールアングレと弦楽のためのアリア（1945）
- フルートと室内オーケストラのためのアリア（1945）
- オーボエと弦楽のためのアリア（1945）
- クラリネットとオーケストラの組曲（1947）
- チューバとオーケストラのための組曲第1番（1966）
- テナーサックスと弦楽のための組曲第2番（1966）
- トランペット協奏曲（1980）

### 室内楽曲
- ジャズ組曲（1951）
- 木管五重奏曲第1番（1954）
- ホルンとピアノのためのソナタ第1番（1954）
- 木管五重奏曲第2番（1956）
- 木管五重奏のための組曲（1956）
- ホルンとピアノのためのソナタ第2番（1957）
- フルートとボンゴ第1番（1958）
- フルートとボンゴ第2番（1958）
- 木管五重奏曲第3番（1958）
- 金管五重奏曲第1番（1959）
- 木管五重奏曲第4番（1959）
- 木管五重奏曲第5番（1959）
- チューバとピアノのためのソナタ第1番（1959）
- 木管五重奏曲第6番（1960）
- アルトサックスとピアノのためのソナタ（1960）
- チューバとピアノのための組曲第1番（1960）
- 金管五重奏曲第2番（1961）
- クラリネットとピアノのためのソナタ（1963）
- ホルン、チューバ、ピアノのための組曲第1番（1963）
- 木管五重奏曲第7番（1964）
- ヴィオラとピアノのためのソナタ（1965）
- ホルンとピアノのためのソナタ第3番（1965）
- 木管五重奏曲第8番（1966）
- 木管五重奏曲第10番（1968）
- コントラバスとピアノのための小組曲（1968）
- ファゴットとピアノのためのソナタ第1番（1968）
- ファゴットとピアノのためのソナタ第2番（1968）
- 木管五重奏曲第9番（1969）
- 金管五重奏曲第3番（1970）
- 木管五重奏曲第11番（1971）
- ホルン、チューバ、ピアノのための組曲第2番（1971）
- 金管五重奏曲第4番（1973）
- ファゴットとピアノのためのソナタ第3番（1973）
- 金管五重奏曲第5番（1975）
- 木管五重奏曲第12番（1975）
- チューバとピアノのためのソナタ第2番（1975）
- 金管五重奏曲第6番（1976）
- 木管五重奏曲第13番（1977）

### ポピュラー歌曲
- Moon And Sand（1941/作詞　William Engvick/Morty Palitz）
- I'll Be Around（1942/自作詞）
- While We're Young（1943/作詞　William Engvick）
- Trouble Is a Man（1946/自作詞）
- The Winter Of My Discontent（1954/作詞　Ben Ross Berenberg）
- A Child Is Born（1975）サド・ジョーンズ(Thad Jones)の曲に作詞
- Blackberry Winter（1976/作詞　Loonis McGlohon）
- A Long Night（1980/作詞　Loonis McGlohon）